# Вожатый (журнал)
«Вожатый» — общественно-политический и методический журнал ЦК ВЛКСМ и Центрального совета Всесоюзной пионерской организации имени В. И. Ленина. Издавался с июня 1924 года.

## История
Первый номер журнала вышел в 1924 году, как информационно-методическое издание в помощь руководителям детской коммунистической (пионерской) организации. Издание осуществлялось руководящими комсомольскими органами Москвы и СССР. Первым редактором журнала был заместитель председателя Центрального бюро «Юных пионеров» В. А. Зорин.
«Вожатый» рассказывал об опыте работы лучших дружин, отрядов, звеньев и пионервожатых по коммунистическому воспитанию детей, освещал деятельность советов пионерской организации. В помощь пионервожатым журнал систематически помещал методические указания по организации работы дружин, отрядов и звеньев, печатал практические материалы по политическому воспитанию, краеведческой работе, трудовому и физическому воспитанию пионеров, развитию детского творчества и самодеятельности, обзоры выходящей литературы для детей, вожатых и пионерского актива.
В 1974 году журнал «Вожатый» был награждён орденом Трудового Красного Знамени. Церемония награждения происходила в Концертном зале Московского городского дворца пионеров и школьников.
В 1991 году журнал издавался Центральным советом Союза пионерских организаций — Федерации детских организаций (ЦС СПО-ФДО), преемником Всесоюзной пионерской организации им. В. И. Ленина и носил название «Ступени. Вожатый».

### Главные редакторы журнала
- Зорин В. А.
- Теремякина Е. М.
- Максина О. И.
- Лавров Д.
- Рейхруд М.
- Эмдин Г.
- Курочкин Н.
- Ривин Л.
- Волкова Е. П.
- Романов Н. Н.
- Мороз А. С.